# Алхан-Чурт
Алха́н-Чурт (чечен. Iалхан-Чурт) — упразднённое село в подчинении администрации города Грозный в Чеченской Республике Российской Федерации. В 2009 года село включено в состав Грозного и исключено из учётных данных. В настоящее время является внутригородским посёлком в составе Ахматовского района города.
До 2009 года село Алхан-Чурт входило в состав Грозненского района, и являлся административным центром Алхан-Чуртского сельского поселения.

## География
Посёлок расположен на левом берегу реки Сунжа, у северной окраины города Грозный.
Ближайшие населённые пункты: на северо-востоке — сёла Толстой-Юрт и Петропавловская, на северо-западе — село Пролетарское, на юго-востоке — посёлок Старая Сунжа.

## История
10 марта 2009 года селение Алхан-Чурт Грозненского района было упразднено и включено в состав города Грозный.

## Население
Национальный состав
По данным Всероссийской переписи населения 2002 года:
| № | Национальность | Численность, чел. | Доля   |
| - | -------------- | ----------------- | ------ |
| 1 | русские        | 4 863             | 63,6 % |
| 2 | чеченцы        | 1 551             | 20,3 % |
| 3 | ингуши         | 79                | 1,0 %  |
| 4 | украинцы       | 78                | 1,0 %  |
| 5 | другие         | 1 078             | 14,1 % |